# Titularbistum Thebae Phthiotides
Thebae Phthiotides/Halmiros/Halmirus (ital.: Tebe di Ftiotide/Almira/Almiros) ist ein Titularbistum der römisch-katholischen Kirche.
Es geht zurück auf einen untergegangenen Bischofssitz in der antiken Stadt Theben in Thessalien im heutigen Griechenland, das der Kirchenprovinz Larisa zugeordnet war.
| Titularbischöfe von Thebae Phthiotides/Halmiros/Halmirus |                                      |                                                      |                   |                    |
| Nr.                                                      | Name                                 | Amt                                                  | von               | bis                |
| 1                                                        | Georg Riedl                          | Weihbischof in Regensburg (Hochstift Regensburg)     | 15. Januar 1561   | 21. Juni 1566      |
| 2                                                        | Johann Deublinger                    | Weihbischof in Regensburg (Hochstift Regensburg)     | 20. Oktober 1570  | 7. Juni 1576       |
| 3                                                        | Johann Baptist Pichlmair             | Weihbischof in Regensburg (Hochstift Regensburg)     | 15. Mai 1579      | 30. September 1604 |
| 4                                                        | Stephan Nebelmair                    | Weihbischof in Regensburg (Hochstift Regensburg)     | 27. Februar 1606  | 3. Dezember 1618   |
| 5                                                        | Otto Heinrich Pachmair               | Weihbischof in Regensburg (Hochstift Regensburg)     | 3. Oktober 1650   | 6. Dezember 1671   |
| 6                                                        | Sebastian Denich                     | Weihbischof in Regensburg (Hochstift Regensburg)     | 26. Januar 1705   | 12. September 1725 |
| 7                                                        | Paul Aussem                          | Weihbischof in Köln (Kurköln)                        | 19. Oktober 1676  | 24. November 1679  |
| 8                                                        | Joaquín de Eleta OFM                 | später Bischof von Osma (Königreich Spanien)         | 18. Dezember 1769 | 27. Dezember 1786  |
| 9                                                        | Jean-François Hubert                 | Koadjutorbischof von Québec (Provinz Québec)         | 14. Juni 1785     | 12. Juni 1788      |
| 10                                                       | Andreas Joseph Fahrmann              | Weihbischof in Würzburg (Hochstift Würzburg)         | 29. März 1790     | 6. Februar 1802    |
| 11                                                       | Wenzeslaus Ignaz von Deym            | Weihbischof in Salzburg (Österreich)                 | 26. März 1804     | 9. September 1816  |
| 12                                                       | Gaetano Carli OFMCap (Cajetan Carli) | Apostolischer Vikar von Tibet-Hindustan (Mogulreich) | 31. August 1842   | 1887               |
| 13                                                       | Joannes Baptista Sproll              | Weihbischof in Rottenburg (Deutsches Reich)          | 25. November 1915 | 2. März 1927       |
| 14                                                       | Henri Vielle OFM                     | Apostolischer Vikar von Rabat (Französisch-Marokko)  | 20. Juni 1927     | 7. Mai 1946        |
| 15                                                       | Francisco Santos Santiago PIME       | Apostolischer Vikar von San Jorge (Kolumbien)        | 12. März 1950     | 25. Dezember 1957  |
| 16                                                       | Alfonso Höfer Hombach CM             | Apostolischer Vikar von Limón (Costa Rica)           | 7. Januar 1958    | 15. Dezember 1989  |